# Bulbophyllum tenuifolium
Bulbophyllum tenuifolium là một loài phong lan thuộc chi Bulbophyllum.